# Vérkotinga
A vérkotinga (Haematoderus militaris) a madarak osztályának verébalakúak (Passeriformes) rendjébe és a kotingafélék (Cotingidae) családjába tartozó Haematoderus  nem egyetlen faja.

## Rendszerezése
A fajt George Shaw angol zoológus írta le 1792-ben, a Coracias nembe Coracias militaris néven.

## Előfordulása
Dél-Amerika északi részén, Brazília, Francia Guyana, Guyana, Suriname és Venezuela területén honos. A természetes élőhelye a szubtrópusi vagy trópusi síkvidéki esőerdők. Állandó, nem vonuló faj.

## Megjelenése
Testhossza 35 centiméter. Tollazata vörös, szárnyai és farka sötétebb színű.

## Életmódja
Gyümölcsökkel és rovarokkal táplálkozik.

## Külső hivatkozások
- Képek az interneten a fajról
- Internet Bird Collection
- Xeno-canto.org